# Spring City (Pensilvania)
Spring City es un borough ubicado en el condado de Chester en el estado estadounidense de Pensilvania. En el año 2008 tenía una población de 3305 habitantes y una densidad poblacional de 1668,7 personas por km².

## Geografía
Spring City se encuentra ubicado en las coordenadas 40°10′40″N 75°32′59″O / 40.17778, -75.54972.

## Demografía
Según la Oficina del Censo en 2000 los ingresos medios por hogar en la localidad eran de $40 601 y los ingresos medios por familia eran $52 292. Los hombres tenían unos ingresos medios de $36 866 frente a los $27 054 para las mujeres. La renta per cápita para la localidad era de $20 931. Alrededor del 6,3% de la población estaba por debajo del umbral de pobreza.